# Kipiel
Kipiel – zjawisko łamania się fal na płyciznach lub przy wybrzeżu, także strefa, w której dochodzi do łamania fal. Zachodzi w morzu lub jeziorze.
W hydromorfologii rzek kipielą określa się typ nurtu. Kipiel to nurt turbulentny, w którym grzbiety fal załamują się, tworząc pianę i zjawisko „białej wody”. Typowa jest dla potoków górskich o dużym spadku podłużnym koryta i kamienistym podłożu. Występuje na odcinkach tworzących rafy i kaskady.